# Penaherreraus
Penaherreraus – rodzaj chrząszczy z rodziny kózkowatych. 

## Zasięg występowania
Przedstawiciele tego rodzaju występują w  Ameryce Środkowej i Południowej od Nikaragui i Trynidadu na płn. po Argentynę na płd.

## Systematyka
Do Penaherreraus zaliczanych jest 8 gatunków:
- Penaherreraus batesi
- Penaherreraus bilineatus
- Penaherreraus birai
- Penaherreraus centrolineatus
- Penaherreraus guyanensis
- Penaherreraus pradosiae
- Penaherreraus pubicornis
- Penaherreraus sarryi.